# Mus mattheyi
Mus mattheyi is een knaagdier uit het geslacht Mus dat alleen voorkomt in Accra (Ghana). Soms worden ook andere delen van West-Afrika tot de verspreiding van deze soort gerekend, maar die zijn morfologisch niet te onderscheiden van Mus haussa. Het karyotype bedraagt 2n=36, FN=36.